# Vesna Girardi-Jurkić
Vesna Girardi-Jurkić   (Zagreb, 15 de gener de 1944 - Pula, 25 d'agost de 2012) va ser una arqueòloga i museòloga croata. Va exercir de Ministra Croata d'Educació, Cultura i Esport en el període comprès entre abril de 1992 i octubre de 1994 en els gabinets dels Primers Ministres Franjo Gregurić, Hrvoje Šarinić i Nikica Valentić.
Nascuda a Zagreb el 1944, la seva família es va traslladar a Pula el 1947, on va acabar l'escola secundària. Girardi Jurkic es va graduar de la Facultat d'Humanitats i Ciències Socials en la Universitat de Zagreb el 1968 amb especialització en arqueologia i anglès. Entre 1969 i 1991 va ocupar diversos càrrecs en el Museu Arqueològic dÍstria en Pula. El 1992 va ser nomenada Ministra d'Educació, Cultura i Esport, i va ocupar el càrrec fins a 1994, quan va ser nomenada Delegada Permanent de Croàcia davant la UNESCO.
En 2001 va tornar breument al Museu Arqueològic d'Ístria abans de passar a dirigir el Centre de Recerca Internacional d'Arqueologia Brijuni Medulin. El seu interès principal és l'estudi dels jaciments arqueològics de l'antiguitat clàssica en Ístria. És autora de diversos llibres sobre el tema.